# Guldhornene (film fra 2007)
 For alternative betydninger, se Guldhornene (flertydig). (Se også artikler, som begynder med Guldhornene)
Guldhornene er en dansk film fra 2007, instrueret af Martin Schmidt. Den havde biografpremiere i efterårsferien 2007. Guldhornene er fortsættelsen af TV2-julekalenderen Jul i Valhal.

## Handling
De tre børn Sofie, Jonas og Emma er flyttet med Sofies mor Tove og Jonas og Emmas far Asbjørn til København. Der har Asbjørn fået arbejde på Nationalmuseet, og han skal stå for det årlige Vikingespil. Imens forsøger Tove at vælge en hvid farve til væggene i det nye hus. Til sidst vælger hun dog GRA-hvid, og det tager lang tid før Asbjørn har opfattet at Tove mener at hun er gravid!
Alt er fred og harmoni, lige indtil en dag hvor de nordiske guder Loke, Thor, Heimdal og Ydun dukker op. De fortæller Jonas, Sofie og Emma at jætterne Thrym og Kvalm har fundet ud af, hvor de ægte guldhorn er. Alle mennesker tror at de ægte guldhorn blev smeltet om i 1802 af en grådig guldsmed, men i virkeligheden nåede Thor at redde dem. Nu er Thrym og Kvalm på jagt efter dem, så Jonas, Sofie og Emma må sammen med guderne udføre et umuligt, storslået kup, for at få fat på guldhornene før jætterne. Hvis dette kup ikke lykkes, og jætterne får fat på guldhornene og ødelægger dem, vil Sofie, Jonas og Emma blive de sidste mennesker på jorden.

## Modtagelse
Filmen fik premiere i skolernes efterårsferie, hvor den solgte mange billetter, selvom den blev sablet ned af anmelderne.
I Filmårbogen 2008 beskrev Jakob Stegelmann filmen således: "Klodset, kedelig og meget ringe børnefilm, der forsøger at fortælle en spændende og sjov historie om de nordiske guders møde med nutiden. Man krummer tæer det meste af vejen – både som følge af den gumpetunge, uopfindsomme instruktion, de lamme actionscener og de pinlige skuespilpræstationer: Peter Frödin (som Heimdal) har næppe spillet dårligere, Søren Spannings Odin er rystende, og Martin Brygmann er ikke engang en parodi på Loke."
Scope.dk udregnede anmeldernes gennemsnit til to ud af seks stjerner.

## Medvirkende
- Sofie – Laura Buhl
- Jonas – Lukas Thorsteinsson
- Tove – Ann Eleonora Jørgensen
- Asbjørn – Troels Lyby
- Emma – Clara Bahamondes
- Loke – Martin Brygmann
- Odin – Søren Spanning
- Heimdal – Peter Frödin
- Thor – Henrik Noél Olesen
- Ydun – Lene Maria Christensen
- Thrym – Morten Suurballe
- Kvalm – Jesper Asholt